# Sagers huis

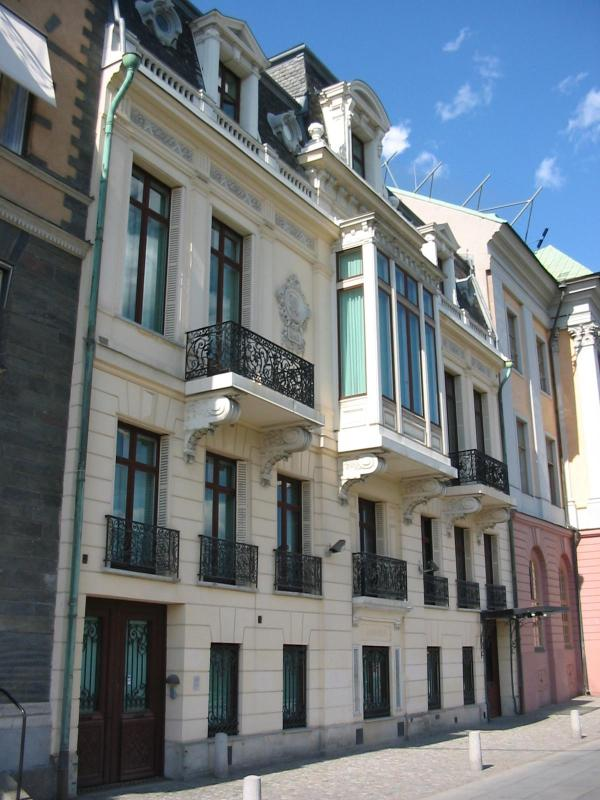
Sagers huis

Het Sagers huis (Sagerska palatset), vroeger ook wel Sagers paleis, is de ambtswoning van de minister-president van Zweden aan de Strömgatan in het centrum van Stockholm. Het is pas sinds 1995 de officiële ambtswoning van Zweedse ministers-presidenten. 
Al in 1640 stond er op de plek van de woning bebouwing, maar het huidige gebouw staat er pas iets meer dan een eeuw. In 1880 werd de grond namelijk gekocht door de gebroeders Sager en in 1893 werd het paleis in een nieuwe stijl opgebouwd en werd er een nieuwe etage aan toegevoegd. Het huis werd gebouwd in de Franse rococostijl. Tot 1986 behoorde het gebouw tot de familie Sager, waarna het in 1988 gekocht werd door de Zweedse regering. 
- Op dit moment woont premier Ulf Kristersson in de woning.